# Baby Blue (グループ)
Baby Blue (ベイビーブルー) は、フィリピンの女性アイドルグループ。MNL48の初のサブユニットであり、MNL48のメンバーであるColeen（コリーン）、AMY（エイミー）、Frances（フランセス）の3人で構成される。2020年9月にシングル「Sweet Talking Sugar」でデビューし、フィリピンでチャート1位になったほか、
同曲およびBaby Blueは日本のインディーズ音楽サイトEggsの楽曲部門とアーティスト部門ランキングでそれぞれ1位となった。2021年12月には「HEAD UP」でメジャーデビュー。サウンド面ではR&BやHip Hop色が濃く、AKB48グループの中でも異色のグループである。

## メンバー
- Coleen（コリーン）
- AMY（エイミー）
- Frances（フランセス）（2022年6月に加入[5]）

### 過去のメンバー
- JAN（ジャン）（デビューから2022年6月まで在籍[5]）

## ディスコグラフィー
- Sweet Talking Sugar（2020年）
- Negastar（2020年）
- Stuck On You（2021年）
- HEAD UP（2021年）